# Кириловское (Калужская область)
Кириловское — деревня в Перемышльском районе Калужской области. Входит в сельское поселение деревня Григоровское.

## География
Расположена в 25 километрах на северо-восток от районного центра — села Перемышль. Рядом деревни Алексеевское и Никитинка.

## Население
| 2002 | 2010 |
| ---- | ---- |
| 14   | ↘8   |

## История
В атласе Калужского наместничества, изданного в 1782 году, — Кириловское, обозначено на карте и упоминается как сельцо Лихвинского уезда

Сельцо Кириловское с пустошами Анны Алексеевны Хитровой, Александры Егоровны Свистуновой.., по обе стороны речки Кириловки…— Описания и алфавиты к Калужскому атласу Ч.1.
В 1858 году сельцо (вл.) Кириловское 2-го стана Лихвинского уезда, при колодце, 35 дворов 298 жителей, на транспортном тракте из Калуги в Одоев.
К 1914 году Кириловское — сельцо Нелюбовской волости Лихвинского уезда Калужской губернии с собственной земской школой. В 1913 году население — 432 человека.
В годы Великой Отечественной войны деревня была оккупирована войсками Нацистской Германии с начала октября по конец декабря 1941 года. Освобождена в ходе Калужской наступательной операции частями 50-й армии генерал-лейтенанта И. В. Болдина.